# Subiaco
Subiaco és un comune (municipi) de la ciutat metropolitana de Roma, a la regió italiana del Laci, situat a uns 40 km de Tívoli, al costat del riu Aniene. A 1 de gener de 2018 tenia 8.916 habitants.
Subiaco limita amb els següents municipis: Affile, Agosta, Arcinazzo Romano, Camerata Nuova, Canterano, Cervara di Roma, Jenne, Rocca Santo Stefano i Vallepietra.

## Llocs d'interès

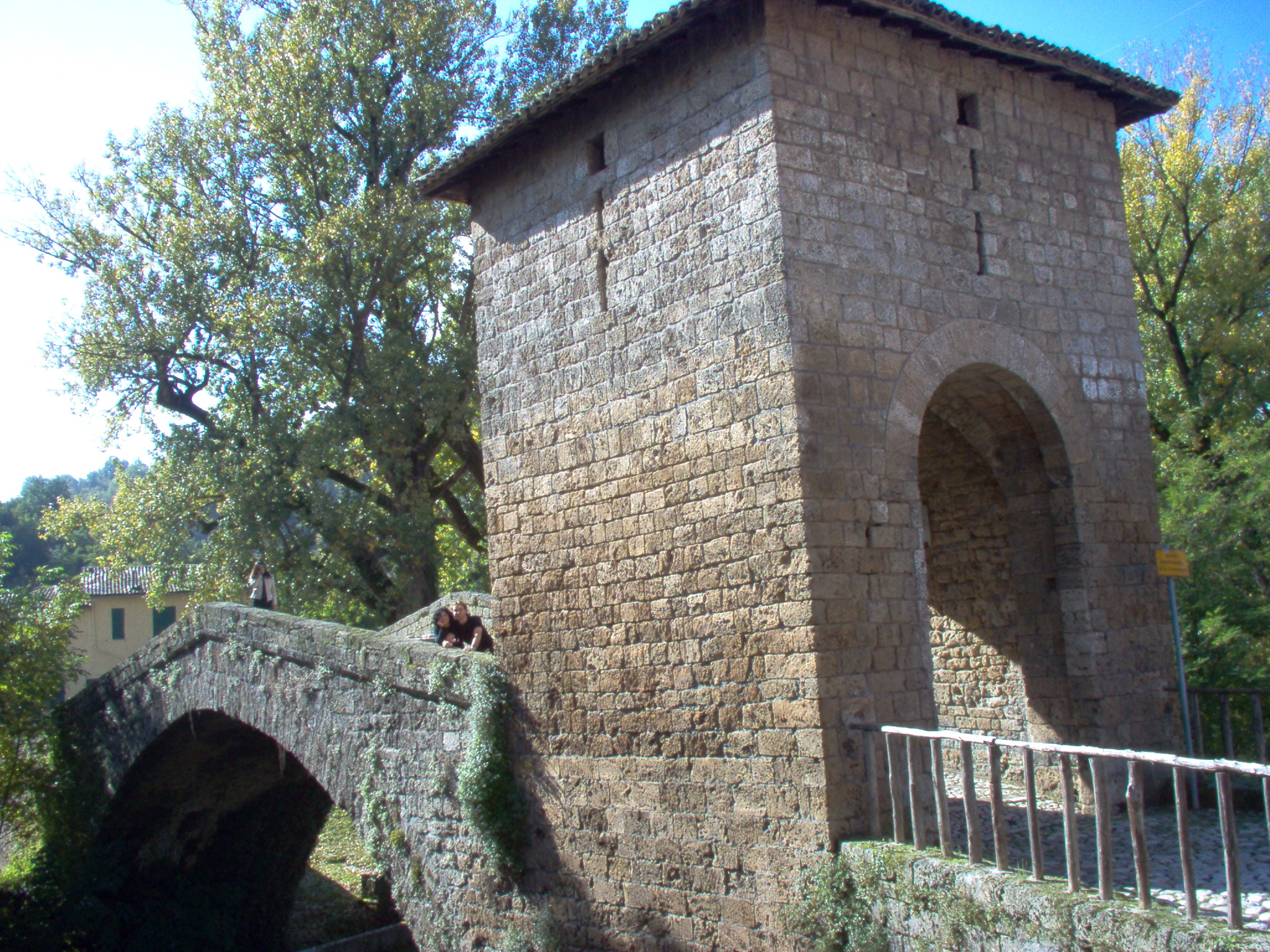
El pont medieval de San Francesco

- Abadia de Santa Scolastica, amb tres claustres:
  - Un d'estil cosmatesc (segles xii i xiii).
  - Un d'estil gòtic (segles XIV i XV).
  - Un del renaixement tardà (segle xvi).
- Monestir de Sacro Speco (o San Benedetto).
- Rocca Abbaziale, un edifici medieval reconstruït en gran part als segles xvi i xvii.
- Església de San Francesco (1327), amb pintures destacades dels segles XV i XVI.
- El pont medieval de San Francesco (1358), un pont fortificat reconstruït el 1789.
- Les esglésies neoclàssiques de Sant'Andrea i Santa Maria della Valle .